# Ixorida flavomaculata
Ixorida flavomaculata är en skalbaggsart som beskrevs av Moser 1907. Ixorida flavomaculata ingår i släktet Ixorida och familjen Cetoniidae. Inga underarter finns listade i Catalogue of Life.